# サーヴィトリ (オペラ)
『サーヴィトリ』（Sāvitri）作品25 はグスターヴ・ホルストが作曲した全1幕の室内オペラ。彼自身が著したリブレットが用いられている。話の筋は『マハーバーラタ』の「サヴィトリとサティヤヴァーン」の挿話に基づいており、他にも『Specimens of Old Indian Poetry』（ラルフ・グリフィス）と『Idylls from the Sanskrit』が用いられている。編成は3人の独唱者、歌詞を持たない女声合唱、12人の室内オーケストラ（フルート2、コーラングレ、2群の弦楽四重奏、コントラバス）となっている。ホルストは本作に辿り着くまでに少なくとも6度はオペラの作曲に挑戦していた。

## 演奏史
本作の初演は1916年12月5日、ロンドンのウェリントン・ホールでアマチュアによる公演として行われた。ホルストはこの作品について「野外、あるいは小規模な建物内」での上演を意図していた。プロによる初めての公演はアーサー・ブリスの指揮で1921年6月23日にリリック・シアターで行われ、ドロシー・シルクがタイトル・ロール、ステュアート・ウィルソンがサティヴヤヴァーン、クリーヴ・ケアリーが死を演じた。

## 評価
ホルストの友人で作曲家仲間であったレイフ・ヴォーン・ウィリアムズは本作に旋法的様式が用いられていると述べる。ジョン・ウォラックは本作開始部での複調の使用に関して、異なっていながらもわずかに繋がるサーヴィトリと死の領域を表すものであるとコメントしている。ホルストが本作では楽器編成の大きさという意味でワーグナーの楽劇に見られる壮大さを放棄する形にしているにもかかわらず、ドナルド・ミッチェルは声楽の使用法にワーグナーの影響が認められるとして非常に批判的なコメントを残している。バイロン・アダムズはこの作品の性格が普通の人々よりも「原型」に近いのだと表現した。対照的に、アンドリュー・クレメンツは本作が「東方」の文化を「西方」の音楽形式に組み入れた巧みな方法を高く評価する論評を記した。

## 配役
- サティヤヴァーン（テノール）
- サーヴィトリ（ソプラノ）
- 死（バス）

## あらすじ
木こりのサティヤヴァーンの妻であるサーヴィトリは、死が自分を呼ぶ声を耳にする。死は彼女の夫となることを要求する。サティヤヴァーンが到着して苦悩する妻を発見し、サーヴィトリにその恐怖はマーヤー（幻覚）に過ぎないと安心させる。「全ては非現実、全てはマーヤー」。そうでありながらも、死が現れるとサティヤヴァーンの強さは消えてなくなり、彼は地面に倒れ込む。ひとり残され孤独となったサーヴィトリは、死を迎え入れる。彼女の言葉に感じ入って慈悲の心が芽生えた死は、彼女に対してサティヤヴァーンを返すこと以外であれば何でも恵んでやると申し出る。サーヴィトリは最高に満ち足りた人生を求める。死が彼女の望みを認めた後になって、彼女はそのような人生はサティヤヴァーンなしにはあり得ないのだと告げる。打ち負かされた死は彼女のもとを去っていく。サティヤヴァーンが目を覚ます。「死もマーヤー」であったのだ。

## 関連文献
- Parrott, Ian (1967). "Holst's Savitri and Bitonality." The Music Review, vol. 28, pp. 323–328.